# Transatlantikverkehr
Unter Transatlantikverkehr ist im engeren Sinne die Beförderung zwischen Europa und der Ostküste Nordamerikas zu verstehen.
Der Begriff kam zunächst im Schiffsverkehr auf, als mit der Entwicklung der Dampfschifffahrt und dem Entstehen von Reedereien mit einem ausreichenden Schiffspark ein regelmäßiger, weitgehend witterungsunabhängiger Linienverkehr über den Atlantik möglich wurde. Die auf der Atlantikroute im Liniendienst verkehrenden Passagierschiffe nannte man auch Transatlantikliner.  
Die mit dem Industriezeitalter entstandenen Reedereien der Anliegerstaaten stellten für den Transatlantikverkehr Fahrpläne mit festen, meist wöchentlichen Abfahrts- und Ankunftszeiten auf. Für Zwischenstationen wie zum Beispiel Le Havre oder Southampton auf der Strecke Hamburg–New York waren darin auch die Termine der Ankünfte angegeben. 
Der Begriff wurde sowohl für den Passagier-, Fracht- und kombinierten Verkehr verwendet. Die Bedienung der Häfen an den Großen Seen in Nordamerika, die nach Schleusenbau  am Sankt-Lorenz-Strom und zwischen den Seen ermöglicht wurde, nennt man Große Seenfahrt. Sie dient fast ausschließlich dem Güterverkehr.
Für die Routen nach Südamerika waren in Deutschland der Begriffe Südamerikafahrt oder Südamerikadienst üblich.
Nach dem Bau des Panamakanals kam dann noch die Westküstenfahrt hinzu.
Seit den 1920er Jahren wurde der Begriff auch für den Verkehr mit Luftschiffen über dem gesamten Atlantik, seit etwa der Mitte des 20. Jahrhunderts für den Luftverkehr speziell über dem Nordatlantik angewendet.